# بوركوم
بركوم (بالألمانية: Borkum) هي جزيرة وبلدة من بلديات ألمانيا في سكسونيا السفلى. يقدر عدد سكانها بـ 5,547 نسمة.